# Denkmalpreis des Landes Sachsen-Anhalt
Der Denkmalpreis des Landes Sachsen-Anhalt richtet sich an Gruppen oder Einzelpersonen, die sich verdient gemacht haben um Rettung und Erhaltung von Bau- und Kunstdenkmälern und archäologischen Denkmälern in Sachsen-Anhalt, darüber hinaus um die Verbreitung des Denkmalpflegegedankens in der Öffentlichkeit und die hervorragende wissenschaftliche Leistungen zur Theorie und Praxis der Denkmalpflege erbracht haben. 
Der Förderpreis wird seit 1995 jährlich vom Kulturministerium des Landes Sachsen-Anhalt verliehen. Die zwei Einzelpreise sind mit jeweils 2500 Euro, die beiden Gruppenpreise mit 7700 Euro dotiert. 

## Preisträger
- 1995: Erich Hänze, Zerbst / Verein „Junge Archäologen der Altmark e. V.“, Salzwedel
- 1996: Günter Görick / Montanverein Ostharz e. V., Straßberg
- 1997: Hirsch, Dessau / „Gruppe Schiffer“, Quedlinburg
- 1998: Alfred Schneider / Arbeitskreis Innenstadt e. V., Halle
- 1999: Gerhard Leopold, Dessau / Steffi Rohland / Heinz Noack / Manfred Schroeter
- 2000: Barbara Rebling, Tangermünde / Wilfried Fricke
- 2002: Birgitta Weher, Zörbig / Holm Müller, Alterode / Verein „Schwabehaus e. V.“, Dessau
- 2004: Erhardt Jahn, Wolmirstedt / Dittmar Ludwig, Stendal
- 2006: Behrens, Langon / Gunter Rehländer, Magdeburg
- 2008: Maren von Bismarck, Briest / Tangerhütte / Gosecker Sonnenobservatorium e. V., Goseck / Götz Meister, Dieskau
- 2011: Förderverein Schloss Hessen e. V. / Frank Philippczyk, Ristedt
- 2013: Udo Münnich / Dirk Herrmann, Vorsitzender des Fördervereins Schloss Zerbst e. V. / Simonetti-Haus-Coswig e.V ./ Claudia Herrmann
- 2015: Thomas Wäsche, Eisleben / Karl-Heinz Wauer, Quedlinburg / Förderverein Schloss Mansfeld
- 2017: Gesellschaft der Freunde des Dessau-Wörlitzer Gartenreichs e. V. / Günther Wagener / Daniel Schlag / Georg Zech von Burkersroda
- 2019: Ulrich Fach, Quenstedt / Fallstein-Gymnasium Osterwieck / Fred Witte, Marienborn / Förderverein Dom zu Magdeburg e. V.[2]
- 2021: Annette Suttkus / Verein für Heimatgeschichte und Denkmalpflege Annaburg e. V. / Schwemme-Brauerei e. V. / Ralf Wagner
- 2023: Dr. Kamilla Bühring (Historischer Pfarrhof Möckern) /  Claudia und Volker von Alvensleben (Oberhof Ballenstedt) / Verein „Rettung Schloss Blankenburg e. V.“